# Elías Lafertte
Elías Lafertte Gaviño (Salamanca, 19 de diciembre de 1886-Santiago, 17 de febrero de 1961) fue un trabajador del salitre y político comunista chileno de ascendencia francesa.

## Primeros años de vida
Elías nace en Salamanca, lugar donde nacerían sus otros dos hermanos. Fue hijo de Vidal Lafertte Contador, quien junto a su familia tenía Diligencias en La Serena, La Higuera, Panulcillo, Andacollo y Condoriaco, que se desempeñaba como Cochero en las mismas. Por el lado paterno era nieto de un francés migrante y una Chilena. Y su madre era Juana María Gaviño Urrutia, no alcanzó a titularse como normalista, pero fue nombrada profesora de escuela. Sus abuelos maternos descendían de Artesanos como carpinteros enmaderados.
En Salamanca, la familia Lafertte Gaviño pasaban constantes dificultades económicas: su madre como "preceptora" ganaba poco, y su padre se dedicó a negocios diversos como comprar animales y frutos y venderlos en otras ciudades, pero usualmente fracasaban y el único sueldo provenía de la madre.
Ambos padres eran Balmacedistas, como consecuencia, su madre junto a muchos otros profesores de la época fue expulsada de su cargo de la escuela, y su padre tuvo que esconderse durante largo tiempo viviendo en ilegalidad, hasta que fue tomado preso en una escapada a Salamanca a ver a su familia. Luego de esto, se marcha a Bolivia y no se le vuelve a ver.
En 1892 la familia se traslada a La Serena, viajan tres días en mula hasta Los Vilos para embarcarse a Coquimbo.
En La Serena vive con su abuela, quien vendía frutos a diez centavos por canasto. La abuela matricula a ElÍas en una escuela pública sostenida por Franciscanos, quien va durante un año a sus clases. Anteriormente estudió en una escuela gratuita sostenida por masones serenses dirigida por Don Pedro Pablo Muñoz. Junto a otra escuela, fueron las únicas fuentes de estudios oficiales de Elías.
En 1897, a los 11 años, deja de estudiar y comienza su independencia y vida laboral. Se queda solo por más de tres meses (su madre se fue a cobrar una gratificación del gobierno, pero fue estafada y su viaje se alargó) durante los cuales se mantiene haciendo encargos, repartiendo cartas o como ayudante de una imprenta donde se imprimía el periódico liberal "El Condor", donde recibía un pequeño sueldo y un lugar donde dormir. También trabajó como acólito en diversas iglesias o catedrales.
Su mamá trabajaba como inspectora en la escuela normal, que tiempo después sería propiedad y casa de Gabriel González Videla.
Elías se traslada solo a Iquique, al darse cuenta de que su abuela ya no estaba ahí, sino que se fue a trabajar a una salitrera junto a dos hijos, Él va allá a encontrarla, hasta la oficina "Providencia". Tiempo después se trasladan a la oficina "La Perla" donde consigue su primer trabajo en la pampa salitrera como "mata-sapo" o machucador. A los trece años trabaja en "Agua Santa" de herramientero. Dentro de su vida obrera comienza también su vida como actor de teatro aficionado, presentando obras en el cuadro artístico de los obreros.

## Vida pública
A los 20 años ya había trabajado en varios centros salitreros, en diferentes cargos. En San Antonio se une al grupo artístico presentando e interpretando diversos personajes de obras teatrales locales, su primer papel oficial sería "Don Lucas" de la obra "Don Lucas Gomez" de Mateo Martínez Quevedo, obra en la cual conoce a su primera novia.

### Matanza de la Escuela Santa María de Iquique
El 10 de diciembre de 1907, se levanta la noticia de huelga obrera, los dirigentes de su oficina, los hermanos Ruiz, inspirados en discursos de Luis Emilio Recabarren deciden luchar por los derechos de los obreros, y el 11 de diciembre van a exigir aumento de sueldo al administrador de la oficina, en donde se les pagaban en moneda inglesa debido a su dueño, un inglés. Elías se suma rápidamente a la movilización. Relata que la explotación y la pobreza era algo diario, una marraqueta valía la cuarta parte de lo que ganaba un obrero al día. Al quinto día de huelga, intentan negociar un lugar donde dormir con el intendente, les ofrece un convento que es rechazado por los obreros al haber sido lugar testigo de abusos sexuales. Lo mismo ocurre con un regimiento, rechazado por no querer relaciones con militares. El tercer ofrecimiento fue la Escuela Santa María, aceptada. Incluso, un circo que se encontraba en la plaza canceló sus actos y ofreció la carpa para que algunos trabajadores pudieran dormir. Elías se alojaba en casa de su tío por las noches, y volvía a la escuela por la mañana. El primer muerto de la rebelión sería un obrero que viajaba en tren junto a sus compañeros, muerto por disparos de militares. Al noveno día de huelga, llegan las instrucciones desde santiago para acabar con la huelga.El 21 de diciembre se declara estado de sitio y comienzan a instalar ametralladoras frente a la escuela, los cónsules de Bolivia, Perú y Argentina llegan a pedir desalojo a los obreros de esas nacionalidades, ya que si eran baleados sus respectivos países no responderían. Ellos exclaman: "Con Chile Venimos y con Chile Morimos".
Con el llegar de Roberto Silva Renard, comienza el fuego y disparan contra la escuela. Elías aún no salía de casa de su tío.

#### Con Recabarren
En 1910 toma un imprenta abandonada y comienza a imprimir el periódico "La Voz Del Pueblo", aunque seguía trabajando como obrero en diferentes oficinas. Ese mismo año, conoce a Luis Emilio Recabarren cuando venía de gira por el país y se instala en Iquique por unos días, Elías va a su encuentro y toma once (lonche) con él en su hotel. Recabarren venía llegando de Europa, donde estudió las formas de trabajo y luchas de obreros de distintos países. Luego de esto, asiste a distintas conferencias dadas por Recabarren, y compra folletos informativos como "ricos y pobres" o "mi juramento". Ese año trabajan juntos en un periódico con fines políticos,
En 4 de junio de 1912 fundan el Partido Obrero Socialista, cuya principal meta era la emancipación de la humanidad total sin diferencia de clases sociales.
El periódico paso a llamarse "El Despertar Del Pueblo". profesionaliza su oficio de actor utilizando este medio como enseñanza política a sus compañeros obreros, interpretando obras escritas por el mismo Recabarren.
Los socialistas de Pisagua dan el nombre de Elías para hacerse cargo del puesto de secretario de la alcaldía y lo asume en mayo de 1915.

### Matrimonios e hijos

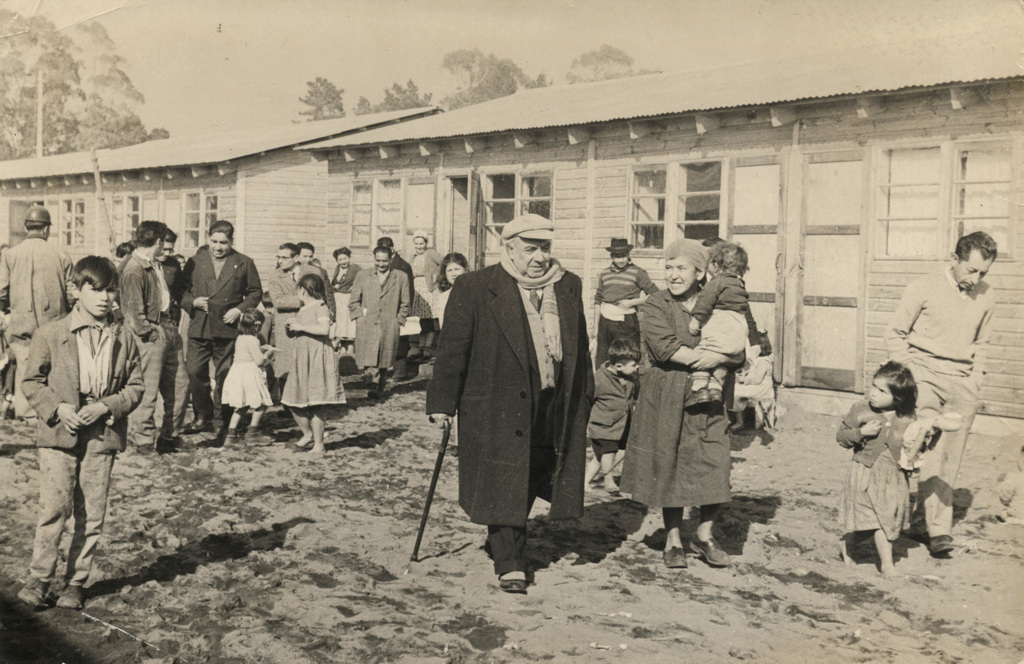
Elías Lafertte caminando por una población

Cuando interpreta junto a su novia la obra de teatro "La Redimida" escrita por Recabarren, en la que sus personajes se casan, ellos toman esto como un método simbólico de matrimonio y se casan en la escena final. En Pisagua nace su hijo Giordano Américo.
En julio de 1916 se embarca a ValparaÍso con su familia, se separa de Ilya después de la muerte de su hijo, y se une a Eleonor Rojas y se mudan a Santiago a petición de Recabarren para organizarse en conjunto con movilizaciones políticas. Aquí se une también a un conjunto dramático en un local en calle Eleuterio Ramírez.
En diciembre de 1924 se encarga de organizar los funerales de Don Luis Emilio Recabarren.
En 1926 asumió el cargo de Secretario General Ejecutivo de la Federación Obrera de Chile (FOCH).
Fue miembro del Comité Ejecutivo del Partido Comunista, uno de los fundadores de la Juventudes Comunistas de Chile en 1932. Lafertte fue candidato presidencial en 1927, 1931 y 1932. 
Ocupó el cargo de Senador por la 1.ª agrupación provincial de Tarapacá y Antofagasta en 1937-1945, siendo reelecto para el periodo 1945-1953.

## Homenajes
Pablo Neruda escribió el poema "Corona para mi maestro" por la muerte de Lafertte.

Porque esta lucha no termina
con una vida ni una muerte.
Esta bandera no se inclina.
Y tu corazón que germina
no tiene fin, Elias Lafertte.
(fragmento) Pablo Neruda.

## Historial electoral

### Elección presidencial de 1931
- Elección presidencial de 1931, para la Presidencia de la República

| Candidato               | Pacto   | Partido             | Votos   | %     | Resultado  |
| ----------------------- | ------- | ------------------- | ------- | ----- | ---------- |
| Juan Esteban Montero    |         | Partido Radical     | 182.177 | 63.93 | Presidente |
| Arturo Alessandri Palma | Liberal | Partido Liberal     | 99.075  | 34.77 |            |
| Elías Lafertte          |         | Partido Comunista   | 2.434   | 0,86  |            |
| Manuel Hidalgo Plaza    |         | Izquierda Comunista | 1.263   | 0.4   |            |

### Elección presidencial de 1932
- Elección presidencial de 1932, para la Presidencia de la República

| Candidato               | Pacto           | Partido                     | Votos   | %     | Resultado  |
| ----------------------- | --------------- | --------------------------- | ------- | ----- | ---------- |
| Arturo Alessandri Palma | Liberal-Radical | Partido Liberal             | 187.914 | 55.30 | Presidente |
| Marmaduke Grove         | Socialista      | Nueva Acción Pública        | 60.856  | 17.91 |            |
| Héctor Rodríguez        |                 | Partido Conservador         | 47.207  | 13.89 |            |
| Enrique Zañartu Prieto  |                 | Partido Liberal Democrático | 42.885  | 12.62 |            |
| Elías Lafertte          |                 | Partido Comunista           | 902     | 0,26  |            |